# Pluramicin A
Pluramicin A je antibiotičko/antikancerno jedinjenje koje inhibira biosintezu nukleinskih kiselina.
Pluramicinska familija prirodnih produkata je važna grupa kompleksa C-aril glikozidnih antibiotika, koji poseduju tetracikličnu 4H-antra[1,2-b]piran-4,7,12-trionsuku grupu A–D kao aromatično jezgro. Za D-prsten su vezana dva dezoksiaminošećera putem C-aril glikozidnih veza. Šešer E-prstena je angolosamin, ugljeni hidrat koji je takođe prisutan u antibiotiku angolamicinu. Šešer F-prstena je N,N-dimetilni derivat vankozamina, šećera koji je prisutan u glikopeptidnom antibiotiku vankomicinu.
Ova jedinjenja ispoljavaju potentno antitumorsko dejstvo putem DNK alkilacije, pri čemu dva proksimalna aminošećera, D-angolozamin i N,N-dimetil-L-vankozamin, igaraju ulogu u prepoznavanju sekvence u interkalaciji tetracikličnog hromofora.

## Osobine
Pluramicin A je organsko jedinjenje, koje sadrži 43 atoma ugljenika i ima molekulsku masu od 772,880 .
| Osobina                  | Vrednost |
| ------------------------ | -------- |
| Broj akceptora vodonika  | 13       |
| Broj donora vodonika     | 2        |
| Broj rotacionih veza     | 8        |
| Particioni koeficijent ( | 3,8      |
| Rastvorljivost (logS, log(mol/L))       | -6,9     |
| Polarna površina (PSA, Å2)  | 164,7    |

## Literatura
- Clayden, Jonathan; Greeves, Nick; Warren, Stuart; Wothers, Peter (2001). Organic Chemistry (I изд.). Oxford University Press. ISBN 978-0-19-850346-0.
- Smith, Michael B.; March, Jerry (2007). Advanced Organic Chemistry: Reactions, Mechanisms, and Structure (6th изд.). New York: Wiley-Interscience. ISBN 0-471-72091-7.
- Katritzky A.R.; Pozharskii A.F. (2000). Handbook of Heterocyclic Chemistry (Second изд.). Academic Press. ISBN 0080429882.